# 羅伯茨灣
羅伯茨灣（英語：Roberts Inlet）是南極洲的海灣，位於伊利沙伯女皇地，處於伯克納島東面，由美國研究隊發現，該海灣現時由南極條約體系管理。